# European Choir Games
Die European Choir Games sind ein internationaler Chorwettbewerb, der seit 2013 als europäisches Pendant zu den World Choir Games stattfindet. Alle zwei Jahre – im Wechsel mit den World Choir Games – von 2013 bis 2019 und ab 2023 wieder ist eine europäische Stadt Gastgeber des Wettbewerbs. Veranstalter ist der Förderverein Interkultur e. V.

## Austragungsorte
| Jahr |                          |                        |                                |                            |
| Jahr | Wettbewerb               | Gastgeberstadt         | Datum                          | Teilnehmer                 |
| ---- | ------------------------ | ---------------------- | ------------------------------ | -------------------------- |
| 2013 | 1. European Choir Games  | Graz, Österreich       | 14.–21. Juli 2013              | 72 Chöre aus 35 Nationen   |
| 2015 | 2. European Choir Games  | Magdeburg, Deutschland | 5.–12. Juli 2015               | 100 Chöre aus 35 Nationen1 |
| 2017 | 3. European Choir Games  | Riga, Lettland         | 16.–23. Juli 2017              | 156 Chöre aus 30 Nationen1 |
| 2019 | 4. European Choir Games  | Göteborg, Schweden     | 3.–10. August 2019             | 171 Chöre aus 47 Nationen1 |
| 2023 | 5. European Choir Games  | Norrköping, Schweden   | 28. Oktober – 5. November 2023 |                            |
| 2025 | 6. European Choir Games1 | Aarhus, Dänemark       | 28. Juni – 6. Juli 2025        |                            |

1: Zusammen mit dem zeitgleich ausgetragenen internationalen Grand Prix of Nations

## Wettbewerbsmodus
Die Chöre werden in Kategorien eingeteilt, die vergleichbare Besetzungen (zum Beispiel Kinder-, Jugend-, Männer-, Frauen-, gemischte Chöre) oder vergleichbare künstlerische Ausrichtungen zusammenfassen (beispielsweise Pop-, Gospel-, Folklore-Chöre, Kirchenchöre). Es ist auch möglich, dass ein Chor sich in mehreren Kategorien dem Votum der Jurys stellte. Die fünf- bis siebenköpfige Jury beurteilt mittels festgelegter Kriterien den Leistungsstand der Chöre. Die Wettbewerbe finden in mehreren Abstufungen statt.
In der Open Competition gibt es keine Voraussetzungen. Zu diesem Teil werden Chöre aus aller Welt unabhängig von ihrem aktuellen Leistungsstand zugelassen und ausdrücklich auch solche ohne oder mit geringer Wettbewerbserfahrung aufgerufen. Die Teilnehmer erfahren ihren Leistungsstand durch die Jurywertung und erhalten eine Urkunde. Bei Erreichen einer Mindestpunktzahl kann der Chor jedoch direkt in die nächste Stufe weitergeleitet werden.
Die European Champions Competition ist für erfahrene Chöre aus Europa angelegt, die ihren Leistungsstand bei anderen internationalen Wettbewerben bereits unter Beweis gestellt hatten, objektive Zulassungskriterien erfüllen, durch ein nationales Kultusministerium oder einen Chorverband empfohlen werden oder sich durch Teilnahme an einem vorgelagerten Qualifikationskonzert mit Juryentscheid qualifiziert haben.
Seit 2015 findet zeitgleich zu den European Choir Games der Grand Prix of Nations statt. Dieser ist nicht nur europäischen Chören vorbehalten, sondern steht Chören aus aller Welt offen. Der Grand Prix stellt seitdem die dritte Stufe des Wettbewerbs dar, für die es ähnliche Zugangsvoraussetzungen gibt wie für die European Champions Competition.